# Liste des monuments historiques protégés en 1901
Cet article recense les monuments historiques français classés en 1901.

## Protections
| Édifice                                                    | Commune               | Département      | Région             | Protection | Base Mérimée                         | Coordonnées                        | Image |
| ---------------------------------------------------------- | --------------------- | ---------------- | ------------------ | ---------- | ------------------------------------ | ---------------------------------- | ----- |
| Pavillon de l'Arquebuse                                    | Soissons              | Aisne            | Hauts-de-France    | classé     | « PA00115948 », notice no PA00115948 | 49° 22′ 45″ nord, 3° 19′ 29″ est   |       |
| Église Notre-Dame-de-l'Assomption de Montjoie-en-Couserans | Montjoie-en-Couserans | Ariège           | Occitanie          | classé     | « PA00093889 », notice no PA00093889 | 43° 00′ 55″ nord, 1° 10′ 32″ est   |       |
| Église Saint-Georges de Châtenois                          | Châtenois             | Bas-Rhin         | Grand Est          | classé     | « PA00084665 », notice no PA00084665 | 48° 16′ 49″ nord, 7° 23′ 09″ est   |       |
| Église Saint-Jacques de Perros-Guirec                      | Perros-Guirec         | Côtes-d'Armor    | Bretagne           | classé     | « PA00089383 », notice no PA00089383 | 48° 48′ 34″ nord, 3° 28′ 04″ ouest |       |
| Les Causeurs                                               | Île-de-Sein           | Finistère        | Bretagne           | classé     | « PA00090011 », notice no PA00090011 | 48° 02′ 18″ nord, 4° 51′ 28″ ouest |       |
| Collégiale Saint-Pierre de La Romieu                       | La Romieu             | Gers             | Occitanie          | classé     | « PA00094900 », notice no PA00094900 | 43° 59′ 12″ nord, 0° 30′ 13″ est   |       |
| Église Notre-Dame de Guîtres                               | Guîtres               | Gironde          | Nouvelle-Aquitaine | classé     | « PA00083568 », notice no PA00083568 | 45° 02′ 35″ nord, 0° 11′ 12″ ouest |       |
| Église Saint-Michel de Baltzenheim                         | Baltzenheim           | Haut-Rhin        | Grand Est          | classé     | « PA00085334 », notice no PA00085334 | 48° 05′ 56″ nord, 7° 33′ 09″ est   |       |
| Croix de carrefour de Brennes                              | Brennes               | Haute-Marne      | Grand Est          | classé     | « PA00078968 », notice no PA00078968 | 47° 47′ 53″ nord, 5° 16′ 59″ est   |       |
| Moulin de Crémeur                                          | Guérande              | Loire-Atlantique | Pays de la Loire   | classé     | « PA00108625 », notice no PA00108625 | 47° 19′ 53″ nord, 2° 25′ 01″ ouest |       |
| Château d'Assier                                           | Assier                | Lot              | Occitanie          | classé     | « PA00094967 », notice no PA00094967 | 44° 40′ 20″ nord, 1° 52′ 28″ est   |       |
| Enceinte de Villeneuve-sur-Lot                             | Villeneuve-sur-Lot    | Lot-et-Garonne   | Nouvelle-Aquitaine | classé     | « PA00084274 », notice no PA00084274 | 44° 25′ 30″ nord, 0° 44′ 33″ est   |       |
| Abbaye Saint-Aubin d'Angers                                | Angers                | Maine-et-Loire   | Pays de la Loire   | classé     | « PA00108861 », notice no PA00108861 | 47° 28′ 37″ nord, 0° 33′ 22″ ouest |       |
| Église Saint-Pierre de Coutances                           | Coutances             | Manche           | Normandie          | classé     | « PA00110378 », notice no PA00110378 | 49° 03′ 24″ nord, 1° 26′ 36″ ouest |       |
| Cairn de Gavrinis                                          | Larmor-Baden          | Morbihan         | Bretagne           | classé     | « PA00091357 », notice no PA00091357 | 47° 35′ 36″ nord, 2° 53′ 55″ ouest |       |
| Château de Chambois                                        | Chambois              | Orne             | Normandie          | classé     | « PA00110764 », notice no PA00110764 | 48° 48′ 57″ nord, 0° 06′ 45″ est   |       |
| Église Saint-Pierre de Mailly-Maillet                      | Mailly-Maillet        | Somme            | Hauts-de-France    | classé     | « PA00116197 », notice no PA00116197 | 50° 04′ 49″ nord, 2° 35′ 37″ est   |       |
| Chapelle des Templiers de Lacapelle-Livron                 | Lacapelle-Livron      | Tarn-et-Garonne  | Occitanie          | classé     | « PA00095758 », notice no PA00095758 | 44° 16′ 19″ nord, 1° 47′ 24″ est   |       |